# USS Enterprise (NCC-1701)

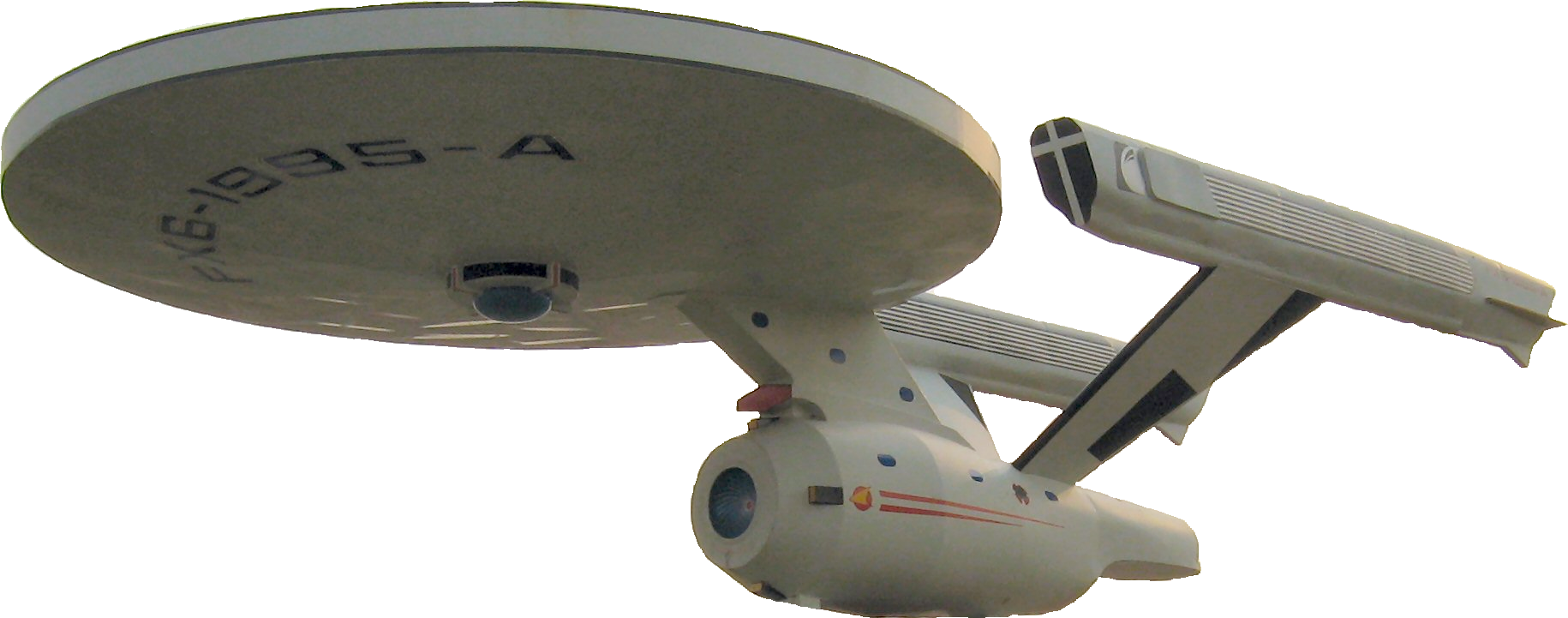
USS Enterprise (NCC-1701-A)

USS Enterprise (NCC-1701) este o navă fictivă din franciza Star Trek. În Star Trek: Seria originală este descrisă misiunea echipajului ei: de a explora noi și ciudate lumi, de a caută noi forme de viata și noi civilizații, să meargă acolo unde niciun om nu a mai fost înainte sub comanda căpitanului James T. Kirk. Designul navei de bază a constituit una dintre imaginile cele mai iconice din domeniul științifico-fantastic. O versiune refăcută a navei apare în primele trei filme Star Trek. În filmul din 2009 Star Trek, care are loc într-o cronologie alternativă, apare o versiune modificată a navei originale Enterprise. 